# Agoitz
Agoitz (en basc, cooficialment en castellà Aoiz) és un municipi de Navarra, a la comarca d'Aoiz, dins la merindad de Sangüesa.

## Demografia
| Evolució demogràfica                              | Evolució demogràfica | Evolució demogràfica | Evolució demogràfica | Evolució demogràfica | Evolució demogràfica | Evolució demogràfica | Evolució demogràfica | Evolució demogràfica | Evolució demogràfica | Evolució demogràfica |
| 1996                                              | 1998                 | 1999                 | 2000                 | 2001                 | 2002                 | 2003                 | 2004                 | 2005                 | 2006                 | 2007                 |
| ------------------------------------------------- | -------------------- | -------------------- | -------------------- | -------------------- | -------------------- | -------------------- | -------------------- | -------------------- | -------------------- | -------------------- |
| 1 848                                             | 1 861                | 1 838                | 1 842                | 1 862                | 1 892                | 2 001                | 2 099                | 2 109                | 2 175                | 2 242                |
| Fonts: Agoitz i Institut d'Estadística de Navarra |                      |                      |                      |                      |                      |                      |                      |                      |                      |                      |

## Història
Els vestigis prehistòrics trobats en la zona denoten un antic poblament, si bé la ubicació i el terme d'Aoiz semblen datar de l'època de la romanització. El nucli de poblament va sorgir durant els segles I a IV de la nostra era. El nom d'Aoiz, segons els lingüistes és patronímic gentilici i fa relació a l'amo o encarregat del fundus o domini que depenia d'una ciutat o municipi romà. En l'any 924, part del poblat d'Aoiz va ser destruït pel califa Abd al-Rahman III. De la vila es té constància documental des del segle xi, quan estava a càrrec del comte Erro (vall propera a la localitat). Aoiz va formar part de la vall de Longida fins a 1424, any en el qual es va segregar. En 1479 va ser elevada a la categoria de "Bona Vila" per la princesa Magdalena, mare i tutora del rei nen Francesc Febus, recordant la Pau General que es va signar en la Vila davant l'ermita de San Román després de més de 30 anys de guerra civil a Navarra entre agramontesos i beaumontesos. L'acte de pau, en el qual els principals caps rivals van clavar les seves espases en el sòl va donar motiu temàtic a l'escut de la localitat que va ser atorgat en 1494 pels reis Caterina de Navarra i Joan III d'Albret.
També des de 1479, Aoiz va disposar de representació en les antigues Corts de Navarra. Després de la supressió del Tribunal de Comptos i la creació en 1835 dels "Partits Judicials", Navarra va quedar dividida en cinc demarcacions, similars a les Merindades històriques, car la Merindad d'Olite es va adjudicar a Tafalla i la de Sangüesa la capitalitat de la qual va passar a Aoiz. En la primera meitat del segle XX la localitat va ser un focus manufacturer de gran entitat, en la seva major part promogut per la Societat El Irati, S.A, que va constituir als voltants d'Aoiz una important asserradora, una moderna indústria química i el primer tren de tracció elèctrica de la península Ibèrica. Tot això va dur amb si també l'enfortiment de la localitat com important centre comercial i funcional de la comarca, fets aquests que continuen permanents en l'actualitat

## Política
|         | 2007 |        |          | 2003 |        |          | 1999 |        |          |  |
| Partits | Vots | %      | Regidors | Vots | %      | Regidors | Vots | %      | Regidors |  |
| AIA     | 584  | 61,93% | 7        | 715  | 80,16% | 8        | 692  | 54,79% | 5        |  |
| NaBai   | 329  | 34,89% | 4        | -    | -      | -        | -    | -      | -        |  |
| EA      | -    | -      | -        | 145  | 16,26% | 1        | -    | -      | -        |  |
| HB      | -    | -      | -        | -    | -      | -        | 539  | 42,68% | 4        |  |